# 巴拿馬樹蛙
巴拿馬樹蛙（學名：Ecnomiohyla rabborum），又稱雷伯氏樹蛙，是一個雨蛙科的青蛙物種。牠們是比較大的青蛙，居住在巴拿馬中部的林冠。像其他成員屬 Ecnomiohyla，牠們是有能力通過傳播其巨大的和完全蹼的手和腳在下降過程中滑翔。物種的雄性具有很強的领地性，守著裝滿水的樹洞，用於繁殖。牠們也負責守衛和照顧，包括提供食物。
物種最初是在2005年發現，2009年它被國際自然保護聯盟正式列為極度瀕危。該物種可能是由於在其本土範圍內的流行病的蛙壺菌而野外滅絕。儘管幾個保護團隊的努力，人工繁殖計劃都失敗了。最後為人所知的雌性物種在2009年去世。全世界僅剩下美國喬治亞州的亚历山大植物园兩隻人工飼養下的個體，可惜的是牠們都是雄性，由於其中一隻健康狀況每況愈下。2012年2月17日被實施安樂死以保存其遺傳物質。2016年，该物种最后一只已知的个体Toughie宣告死亡，该物种可能已经灭绝。

## 描述
在繁殖季節，成年雄性的品種的特點是擴大上臂（肱骨）覆蓋的皮膚和黑色角化棘骨脊。棘也存在於該區域的上表面。這些刺可能抱合過程中使用的。